# Maaouiya Ould Sid'Ahmed Taya
Pour les articles homonymes, voir Taya.
Maaouiya Ould Sid'Ahmed Taya (en arabe : معاوية ولد سيد أحمد الطايع), né le 28 novembre 1941 à Atar, est un officier militaire et homme d'État mauritanien. Il a notamment exercé les fonctions de Premier ministre de 1981 à 1992 et de président de la République de 1984 à 2005. 
Son régime est marqué par plusieurs évènements violents, en particulier les massacres et expulsions à l'encontre des Mauritaniens noirs qui sont parfois décrits comme un génocide.

## Biographie

### Formation et carrière militaire
Né dans la ville d'Atar (région de l'Adrar), Ould Taya a fréquenté une école primaire franco-mauritanienne de 1949 à 1955. Il a ensuite fréquenté le lycée de Rosso, dans le sud de la Mauritanie.
Issu de la tribu maraboutique maure des Smasside,, Ould Taya a été engagé après ses études secondaires au sein de l'armée nationale mauritanienne, avant d'être nommé au grade de sous-lieutenant en 1961.
Promu capitaine en 1967, il remplit différentes missions et responsabilités, notamment au ministère de la Défense et à l'état-major national.
En 1974-1975, il effectue un stage de formation à l'École supérieure de guerre de Paris avant d'occuper la fonction de chef des opérations militaires. En 1977, il devient préfet et commandant du secteur 1 de Bir Moghreïn (nord de la Mauritanie), avant de revenir à l'état-major national comme adjoint chargé des opérations et d'être promu au grade de lieutenant-colonel.
Le 10 juillet 1978, Ould Taya fait partie des officiers qui renversent le président Moktar Ould Daddah. Après ce coup d'État, il est ministre de la Défense nationale entre 1978-1979.
En 1980, il occupe le poste de chef d'État-Major des armées pour la première fois, du 26 mars jusqu'au 15 juillet. Ould Taya devient chef d'État-Major des armées pour une seconde fois en 1984, du 8 mars au 12 décembre. 

### Prise de pouvoir politique
Maaouiya Ould Sid'Ahmed Taya commande la Gendarmerie nationale avant de devenir chef d'état-major puis Premier ministre (1981-1984) et ministre de la Défense. En mars 1984, le président Mohamed Khouna Ould Haidalla se nomme Premier ministre en remplacement d'Ould Taya. 
Maaouiya Ould Taya préside le Comité militaire de salut national (CMSN) qui renverse le président Ould Haidalla lors du coup d'État du 12 décembre 1984, un coup d'État qui se déroule sans effusion de sang. Ould Taya déclare vouloir moraliser la vie politique et redonner de la crédibilité à l'État. 
En 1991, il proclame une nouvelle Constitution approuvée lors d'un référendum, instaure le multipartisme et la liberté d'expression, et créé le Parti républicain démocratique et social (PRDS). En 1992, il est élu président de la République dans une élection à la régularité contestée par l'opposition,.
En 1994, la Confédération générale des travailleurs de Mauritanie (CGTM) est la première centrale syndicale indépendante à être officiellement reconnue.
À partir de 1995, Maaouiya Ould Taya instaure des relations étroites et diplomatiques avec Israël, ce qui l'isole politiquement au sein de la Ligue arabe ainsi que dans son propre pays. La Mauritanie est en effet l'un des trois seuls pays de la Ligue arabe avec l'Égypte et la Jordanie à avoir des liens diplomatiques avec Israël,. 
Avec l'émergence du terrorisme djihadiste dans le monde, Ould Taya lutte contre les groupements salafistes qui profitent du vaste désert mauritanien pour se réfugier. Puisque le GSPC fait allégeance à Al-Qaïda, Ould Taya bénéficie du soutien militaire des États-Unis dans sa lutte contre les terroristes.
Ould Taya est réélu président en 1997 avec plus de 90 % des voix dans une élection boycottée par l'opposition.
Plusieurs coups d'État tentent de renverser le président Ould Taya dont celui des Cavaliers du changement en juin 2003. Le verdict du procès de ces putschistes est inattendu puisque les condamnés évitent tous la peine de mort.
Entre 2000 et 2002, Ould Taya dissous les deux principaux partis de l'opposition, l'Union des Forces démocratiques (en) d'Ahmed Ould Daddah et l'Action pour changement de Messaoud Ould Boulkheir. Les deux hommes se portent toutefois candidats à l'élection présidentielle de novembre 2003 (en) en tant qu'indépendants. Le troisième candidat important, Mohamed Khouna Ould Haidalla, est lui arrêté avant et après le scrutin. Maaouiya Ould Taya est réélu président de la République au premier tour avec 67 % des voix, dans un scrutin dont la légitimité est contestée par l'opposition,.
En 2001, d'importants gisements pétroliers sont découverts au large de la côte mauritanienne par la compagnie Woodside,. La production du gisement est estimée 180 millions de barrils par an avant d'être rapidement réduite à 65 millions.

### Répression contre les Noirs de Mauritanie (1987-1991)
Le régime d'Ould Taya est marqué par de violents évènements que plusieurs témoins qualifient d'épuration ethnique à l'encontre de la population noire de Mauritanie, les Peuls notamment. En 1987, des militaires originaires de la communauté peule sont arrêtés et accusés d'être en préparation d'un coup d'État. Un jugement sommaire est rendu, condamnant plusieurs d'entre eux à de lourdes peines de prison. Les trois suspectés être les têtes pensantes du coup d'État, les lieutenants Ba Seydi, Sy Saidou et Sarr Amadou sont condamnés à mort. Ils sont exécutés le 6 décembre 1987. Parallèlement à ces évènements, une large campagne d'arrestations vise les intellectuels et fonctionnaires issus de la communauté noire. Des centaines parmi eux sont arrêtés et emprisonnés à la prison de Oualata dans le sud-est du pays. Certains y meurent comme l'écrivain Tène Youssouf Guèye, le lieutenant Ba Alassane Oumar ou l'ex ministre Djigo Tafsir. D'autres intellectuels comme Saidou Kane, Samba Thiam, Ibrahima Moctar Sarr, Djibril Hamet Ly et plusieurs autres y sont torturés pendant 4 ans .
En 1989, Ould Taya profite d'un conflit qui l'oppose au Sénégal, voisin du sud, pour y déporter des dizaines de milliers de Mauritaniens noirs. Il entreprend une occupation militaire du sud, peuplé essentiellement par la communauté noire, où différentes exactions sont commises pendant deux ans, des arrestations, des meurtres et des "fosses communes" comme celles de Sori-Malee et de Wothie dans le Brakna, des déportations vers le Senegal et le Mali y sont menées. Les biens des déportés (habitations, terres, bétail) sont automatiquement récupérés par les éléments qui mènent la campagne d'épuration. D'ailleurs, même après le retour d'une partie des déportés organisé en 2008 par le HCR et le régime du président Ould Abdallahi, les rapatriés peinent toujours à récupérer leur bien ou à recevoir compensation.[réf. nécessaire]
En 1990, le système d'Ould Taya entreprend l'épuration au sein de l'armée où une arrestation systématique des officiers noirs est opérée et nombre d'entre eux sont parfois exécutés,. Les camps d'Inal et de Jreida sont décrits comme les principaux camps où sont détenus et torturés les soldats. Un évènement qui est devenu l'emblème de cette épuration est le sacrifice du 28 novembre 1990: pour célébrer les 30 ans d'indépendance du pays -obtenue le 28 novembre 1960- le régime a pris 28 des militaires en captivité à Inal et a organisé leur pendaison dans une ambiance festive devant les autres prisonniers.
La repression menée par Ould Taya et son régime n'a encore été jugé par aucune cour de justice. À l'intérieur du pays, une loi d'amnistie qu'il a lui-même promulguée en 1993 reste en vigueur et protège les éléments actifs du régime qui survivent encore au sommet de l'État.
En 2002, des Mauritaniens portent plainte en Belgique contre Ould Taya pour « génocide et crime contre l'humanité »,.

### La chute
Le 3 août 2005, l'Armée, au travers du Conseil militaire pour la justice et la démocratie (CMJD) présidé par le colonel Ely Ould Mohamed Vall, prend le pouvoir pour officiellement « mettre fin aux pratiques totalitaires du régime » du président Ould Taya et « créer les conditions favorables d'un jeu démocratique ouvert et transparent sur lequel la société civile et les acteurs politiques auront à se prononcer librement ». Le putsch se déroule alors que le président revient de Riyad où il a assisté la veille aux funérailles du roi Fahd d'Arabie saoudite. Son avion se pose à Niamey (Niger) avant qu'il ne se rende en Gambie puis au Qatar où il obtient finalement l'asile politique,.

### Exil au Qatar
Depuis sa chute, Maaouiya Ould Sid'Ahmed Taya vit en exil au Qatar où l'ancien émir, Hamad ben Khalifa Al Thani, lui a accordé l'asile politique (ainsi qu'à son épouse et à ses quatre enfants). Depuis lors, il vit dans une luxueuse et confortable résidence à Doha.
Depuis son renversement par une partie de l'armée en 2005, il n'a donné aucune interview et a été rarement aperçu dans les nombreux centres commerciaux et hôtels de la ville de Doha, les autorités qatariennes refusant qu'il s'exprime publiquement. Il n'a plus de contact avec la classe politique mauritanienne,.